# Lelsatijnvogel
De lelsatijnvogel (Loboparadisea sericea) is een zangvogel uit de familie Cnemophilidae. Het is een voor uitsterven gevoelige, endemische vogelsoort van Nieuw-Guinea.

## Herkenning
De vogel is gemiddeld 18 cm lang. Het is een schuwe bosvogel, nogal compact van vorm met een korte staart. Van onder en op de stuit is de vogel citroengeel gekleurd met een zijdeachtige glans. De kruin, rug, vleugels en staart zijn honingkleurig bruin. Op de snavelbasis zit een opvallende lichtgroene knobbel.

## Verspreiding en leefgebied
Deze soort is endemisch in Nieuw-Guinea en telt twee ondersoorten:
- L. s. sericea: het westelijke deel van het Sneeuwgebergte in de provincie Papoea (Indonesië) discontinu door het centrale bergland tot in de provincie Chimbu van Papoea-Nieuw-Guinea.
- L. s. aurora: In het bergland van zuidoostelijk Papoea-Nieuw-Guinea tot in de Herzog Range, provincie Milne Bay.

Het leefgebied is montaan tropisch bos, meestal tussen de 1200 en 2000 m boven zeeniveau.

## Status
De grootte van de wereldpopulatie is niet gekwantificeerd. Men veronderstelt dat de populatie afneemt door ontbossing en mijnbouwactiviteiten binnen het leefgebied. Om deze redenen staat de lelsatijnvogel als gevoelig op de Rode Lijst van de IUCN.